# Trèfle lozérien
La Trèfle lozérien ("Trèvol del Losera" en francès) és una prova d'enduro de tres dies de durada que se celebra anualment des del 1986 al Losera, Occitània, amb sortida a Mende. La cursa es disputa tradicionalment el darrer cap de setmana de maig i és una de les clàssiques d'aquest esport a França, fet que li ha valgut el sobrenom de "La Meca de l'enduro" als mitjans d'aquell país.

## Història
La primera "Trèfle Lozérien AMV" (pel patrocinador, Assurance Moto Verte) es va celebrar el 1986 amb l'objectiu de donar accés a tots els aficionats a l'enduro a una cursa massiva de diversos dies de durada. El nom de trèfle (trèvol), a més de l'abundància d'aquesta planta als verds paisatges del Losera, prové del recorregut de la prova, que consta de tres bucles al voltant de Mende, dibuixant així una mena de trèvol.
El nombre de participants ha anat augmentant constantment al llarg dels anys: 150 a la primera edició, 300 a la segona, 500 a la tercera. Des d'aleshores se n'ha fixat el límit en 500 participants per motius de seguretat, tot i que el nombre de sol·licituds d'inscripció depassa sovint les 3.000.
Des del 1986, l'esdeveniment s'ha deixat d'organitzar només en dues ocasions: el 1996 i el 2020 (aquest darrer any, a causa de la pandèmia de COVID-19). Els anys 2018 i 2019, la prova formà part del calendari de l'aleshores anomenat World Enduro Super Series (WESS), l'actual Campionat del Món de Hard Enduro.

## Palmarès
Font:
A 1 de desembre de 2024
| Any  | Guanyador                           | Segon                               | Tercer                              | Quart                               | Cinquè                              |
| ---- | ----------------------------------- | ----------------------------------- | ----------------------------------- | ----------------------------------- | ----------------------------------- |
| 1986 | Gilles Lalay (Honda 250 CR)         | Alain Olivier                       | Jean-Pierre Raymond                 | Edouard Berthet-Rayne               | Jean-Paul Charles (Husqvarna)       |
| 1987 | Stéphane Peterhansel (Husqvarna)    | Alain Olivier                       | Daniel Chabanette                   | Gilles Lalay (Honda 250 CR)         | Laurent Pidoux (Husqvarna)          |
| 1988 | Stéphane Peterhansel (Yamaha)       | Marc Moralès                        | Alain Olivier                       | Gilles Lalay (Honda 250 CR)         | Daniel Chabanette                   |
| 1989 | Stéphane Peterhansel (Yamaha)       | Laurent Pidoux (Husqvarna)          | Gilles Lalay (Honda)                | Marc Moralès (Honda 250 CR)         | Christian Boulet                    |
| 1990 | Stéphane Peterhansel (Yamaha)       | Alain Olivier                       | Laurent Charbonnel                  | Laurent Pidoux (Husqvarna)          | Marc Moralès                        |
| 1991 | Stéphane Peterhansel (Yamaha)       | Laurent Charbonnel                  | Gilles Lalay                        | Cyril Esquirol (Husqvarna)          | Christian Boulet                    |
| 1992 | Laurent Charbonnel                  | Cyril Esquirol (Husqvarna)          | Laurent Pidoux                      | Christian Boulet                    | Richard Sainct                      |
| 1993 | Stéphane Peterhansel (Yamaha)       | Laurent Charbonnel                  | Cyril Esquirol                      | Laurent Pidoux                      | Christian Boulet                    |
| 1994 | Stéphane Peterhansel (Yamaha)       | Cyril Esquirol                      | Laurent Charbonnel                  | David Frétigné (Husqvarna)          | Richard Sainct                      |
| 1995 | Stéphane Peterhansel (Yamaha)       | Éric Bernard                        | Cyril Esquirol                      | David Frétigné (Husqvarna)          | Laurent Charbonnel                  |
| 1996 | No disputada                        | No disputada                        | No disputada                        | No disputada                        | No disputada                        |
| 1997 | Stéphane Peterhansel (Yamaha)       | Cyril Esquirol                      | David Frétigné                      | Laurent Charbonnel (Kawasaki)       | Laurent Pidoux                      |
| 1998 | Éric Bernard (KTM)                  | David Frétigné                      | Laurent Pidoux (Husqvarna)          | Olivier Samofal (Husqvarna)         | Christian Boulet                    |
| 1999 | David Frétigné (Yamaha)             | Éric Bernard (KTM)                  | Olivier Samofal (Husqvarna)         | Stéphane Peterhansel (Yamaha)       | Cyril Esquirol (Honda)              |
| 2000 | David Frétigné (Yamaha)             | Stéphane Peterhansel (Yamaha)       | Olivier Samofal (Husqvarna)         | Cyril Esquirol (Honda)              | Miki Arpa                           |
| 2001 | David Frétigné (Yamaha)             | Éric Bernard (KTM)                  | Laurent Charbonnel (Kawasaki)       | Giovanni Sala (KTM)                 | Fabien Planet                       |
| 2002 | David Frétigné (Yamaha)             | Emmanuel Albepart                   | Stéphane Peterhansel (Yamaha)       | Giovanni Sala (KTM)                 | Éric Bernard (KTM)                  |
| 2003 | David Frétigné (Yamaha)             | Emmanuel Albepart                   | Cyril Esquirol (Honda)              | Olivier Samofal (Husqvarna)         | Stéphane Peterhansel (Yamaha)       |
| 2004 | David Frétigné (Yamaha)             | Emmanuel Albepart                   | Marc Germain (Yamaha)               | Sébastien Guillaume                 | Éric Bernard (KTM)                  |
| 2005 | Marc Germain (Yamaha)               | Emmanuel Albepart                   | David Frétigné (Yamaha)             | Fabien Planet                       | Sébastien Guillaume                 |
| 2006 | Marc Germain (Yamaha)               | Fabien Planet                       | Sébastien Guillaume                 | Emmanuel Albepart                   | Jordan Curvalle                     |
| 2007 | Emmanuel Albepart                   | Marc Germain (Yamaha)               | Fabien Planet                       | Sébastien Guillaume                 | Julien Gauthier                     |
| 2008 | Marc Germain (Yamaha)               | Fabien Planet                       | Emmanuel Albepart                   | Julien Gauthier                     | Sébastien Guillaume                 |
| 2009 | Marc Germain (Yamaha)               | Julien Gauthier                     | Sébastien Guillaume                 | Emmanuel Albepart                   | Fabien Planet                       |
| 2010 | Marc Germain (Yamaha)               | Julien Gauthier                     | Nicolas Deparris                    | Emmanuel Albepart                   | David Frétigné (Yamaha)             |
| 2011 | Pierre Renet                        | Marc Germain (Yamaha)               | Emmanuel Albepart                   | Fabien Planet                       | Julien Gauthier                     |
| 2012 | Christophe Nambotin                 | Pierre Renet                        | Emmanuel Albepart                   | Julien Gauthier                     | Jérémy Tarroux                      |
| 2013 | Pierre Renet (Husaberg)             | Julien Gauthier                     | Jérémy Tarroux                      | Marc Bourgeois                      | Emmanuel Albepart                   |
| 2014 | Pierre Renet                        | Antoine Méo (KTM)                   | Jérémy Tarroux                      | Christophe Nambotin                 | Marc Bourgeois                      |
| 2015 | Antoine Méo (KTM)                   | Julien Gauthier                     | Emmanuel Albepart                   | Fabien Planet                       | Jérémy Joly                         |
| 2016 | Johnny Aubert (Beta)                | Loïc Larrieu (Yamaha)               | Jérémy Tarroux (Sherco)             | Pierre Renet (Husqvarna)            | Jérémy Joly (KTM)                   |
| 2017 | Jérémy Tarroux (Sherco)             | Jamie McCanney (Yamaha)             | Emmanuel Albepart                   | Théophile Espinasse                 | Jérémy Miroir (Husqvarna)           |
| 2018 | Loïc Larrieu                        | Théophile Espinasse                 | Josep Garcia                        | Emmanuel Albepart                   | Julien Gauthier                     |
| 2019 | Josep Garcia                        | Jamie McCanney                      | Nathan Watson                       | Julien Gauthier                     | Jérémy Tarroux                      |
| 2020 | No disputada (pandèmia de COVID-19) | No disputada (pandèmia de COVID-19) | No disputada (pandèmia de COVID-19) | No disputada (pandèmia de COVID-19) | No disputada (pandèmia de COVID-19) |
| 2021 | Christophe Nambotin                 | Jérémy Tarroux                      | Emmanuel Albepart                   | Killian Lunier                      | Jérémy Miroir                       |
| 2022 | Josep Garcia                        | Andrea Verona                       | Till De Clercq                      | Julien Gauthier                     | Antoine Alix                        |
| 2023 | Till De Clercq                      | Jérémy Tarroux                      | Zachary Pichon                      | Loïc Larrieu                        | Julien Gauthier                     |
| 2024 | Josep Garcia                        | Andrea Verona                       | Jérémy Tarroux                      | Valerian Debaud                     | Hugo Blanjoue                       |

## Després de la cursa
Cada vespre les motocicletes resten aparcades a la Place du Forail de Mende, cosa que permet als espectadors de venir a xerrar amb els participants o presenciar el manteniment de les màquines.
Diumenge, un cop acabada la prova, els 30 millors pilots de la classificació general competeixen en una cursa final, tipus motocròs, amb eliminatòries: el "Trofeu Thierry Castan", en record d'aquest pilot i esperança local que es va morir prematurament en un accident de trànsit.

## Participants famosos

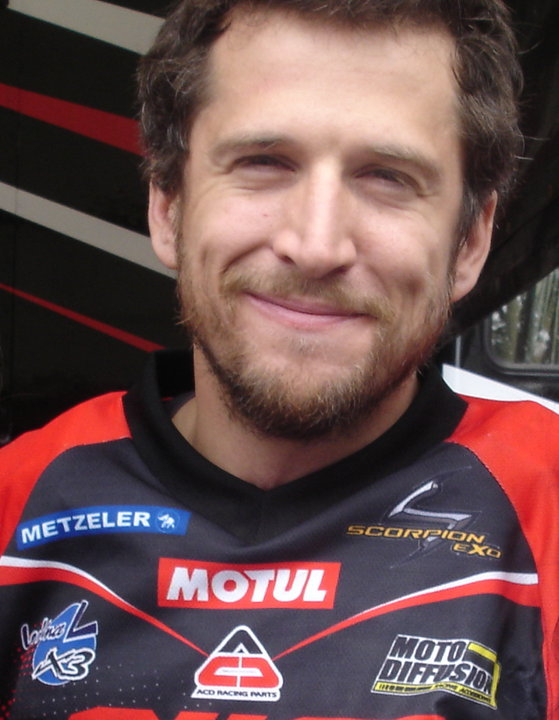
Guillaume Canet durant la seva participació el 2010

A més de tots els pilots amateurs o professionals que al llarg dels anys han forjat la imatge del Trèfle Lozèrien, determinades "personalitats" alienes al món del motociclisme han participat a la prova, entre elles:
- Luc Alphand (des del 2001)
- David Hallyday (2006)
- Stéphane Tissot (2006)
- Jean-Pierre Vidal (2006)
- Guillaume Canet (2010)
- David Douillet (2011)